# WFRY-FM
WFRY-FM（97.5 FM，“Froggy 97”）是位于纽约州沃特敦市的一个乡村音乐广播电台，由斯蒂芬斯传媒集团开办，在1997年1月6日开播，过去频率为93.5MHz。目前发射功率97千瓦。